# Martin Richards
Martin Richards (21 luglio 1940) è un informatico britannico.
È noto per aver sviluppato il linguaggio di programmazione BCPL. Si è anche occupato dello sviluppo del Sistema operativo portabile TRIPOS.

## Biografia
Studiò matematica all'Università di Cambridge, e nel 2003 è stato insignito del "Computer Pioneer Award" dalla IEEE Computer Society per "la sua attività pionieristica nella portabilità del software di sistema, portata avanti attraverso il linguaggio BCPL". Fu titolare di lettorato presso il laboratorio informatico dell'università britannica fino al suo pensionamento nel 2007.